# Simpson Horror Show XXVIII
Le Simpson Horror Show XXVIII est un épisode de la série télévisée d'animation Les Simpson. Il s'agit du quatrième épisode de la vingt-neuvième saison et du 622e épisode de la série. Il est diffusé pour la première fois le 22 octobre 2017 aux États-Unis.

## Synopsis

### Introduction
La famille Simpson, transformée en sucreries, est dans un bol avec d’autres bonbons laissés devant une maison pour Halloween. Le lendemain, les Simpson sont les seuls restants dans le bol, ils sont placés sur une étagère lorsque les résidents de la maison enlèvent les décorations d’Halloween. Ils rencontrent alors un lapin de Pâques en chocolat qui leur dit qu’ils seront oubliés sur l’étagère pour toujours. Homer, bientôt rejoint par le reste de la famille, dévore le lapin. Cette séquence est vaguement inspirée du film Sausage Party.

### L'exor-sœur
Sur un site de fouille archéologique d’un temple pré-chrétien, dans le nord de l'Irak (une parodie de la scène d'ouverture de L'Exorciste), une statue de Pazuzu est déterrée et envoyée par Amazon à la maison des Simpsons, Homer l'ayant accidentellement commandée, pensant que c’était une "pizza". La statue est laissée sur le lit de Maggie, le démon prend alors possession de son corps. L'enfant possédé fait connaître sa présence lors du cocktail qu'Homer et Marge organisent en bas. Le démon tue Helen Lovejoy, qui se plaint avant d'enfermer tout le monde, puis de tuer le Dr Hibbert, tout en révélant qu'il trompe sa femme. Ned Flanders dit aux Simpson que Maggie a besoin d'un exorcisme avant d’être tué à son tour, étouffé par une petite voiture. Un prêtre irlandais arrive peu de temps après et effectue l'exorcisme qui purge le démon de Maggie, mais le démon finit par posséder Bart, ce qu'il regrette terriblement, déclarant que Bart a l'âme la plus maléfique qu'il ait jamais vue.

### Coralisa
Maggie, qui se remet encore de son aventure avec Pazuzu, commence à vomir violemment partout sur la table du dîner, inondant finalement la cuisine. Dans la chambre de Lisa, son chat Boule de Neige (doublé ici en VO par Neil Gaiman, l’auteur de Coraline) l'emmène à travers un tunnel secret qui l'amène à une autre version de sa famille, la différence étant qu’ils ont des boutons à la place des yeux. Alors que la famille alternative est idéale, Lisa retourne dans son monde, terrorisée, lorsqu'elle apprend qu'ils veulent coudre des boutons sur ses yeux, afin qu'elle puisse rester avec eux pour toujours. Lisa reconsidère l'offre de la famille alternative après qu'Homer ait tué un serpent avec le saxophone de Lisa et accepte de rejoindre l’autre famille.
Quelques jours plus tard, la famille réalise enfin que Lisa a disparu, Homer déclare alors que Maggie récupère la chambre et les vêtements de Lisa, tandis que Bart récupère ses devoirs. En entendant cela, Bart s'échappe par la porte et rejoint lui aussi l’autre famille. Marge rejoint alors ses enfants, suivie par Homer, et une réunion avec la famille alternative aboutit à ce qu'il tue le Bart de l’autre famille, tandis que l’Homer de l’autre famille blesse avec une paire de ciseaux essayant de venger son fils. Cela exaspère la Marge de l’autre famille, alors qu'elle se transforme en un monstre ressemblant à une araignée pour attaquer Homer, qui décide de profiter de la situation pour lui-même: ramener les membres survivants de l’autre famille dans le monde réel pour leur faire faire des tâches ingrates, tels que le ménage. Lisa accepte ce résultat, affirmant que cela aurait pu être bien pire.

### MMM... Homer
Une scène d'ouverture montre Lisa, avertissant les téléspectateurs du contenu dégoûtant du segment suivant, proclamant: "Ce que vous êtes sur le point de voir est tellement dégoûtant, vous regarderez Game of Thrones pour vous calmer!". Cette séquence est une parodie de la nouvelle "Survivor Type" de Stephen King.
Homer reste à la maison tandis que le reste de la famille part en vacances avec Patty et Selma. Homer se met à l'aise, mais finit par manger toutes ses provisions, se retrouvant avec seulement des légumes, avant de trouver un hot-dog surgelé. Alors que Petit-Papa-Noël, le chien de la famille, tente de s’emparer du hot-dog, Homer se coupe accidentellement le doigt et le fait cuire au barbecue. Ne résistant pas à l’envie de le manger, il découvre à quel point c'est savoureux, perd tout intérêt pour d'autres aliments lorsqu'il est invité par Ned pour le déjeuner, et commence à cuisiner des parties de son corps avant que sa famille ne revienne. Ils deviennent méfiants, Homer portant constamment des gants de cuisine pour cacher ses doigts coupés, pesant 20 kilos de moins et marchant en boitant. Lorsque Marge découvre l'auto-cannibalisme d'Homer, une nuit, alors qu'il faisait frire sa propre jambe coupée, elle l'amène chez un conseiller en toxicomanie pour obtenir de l'aide, mais Mario Batali, à la recherche de nouveaux ingrédients, convainc Homer de le laisser cuisiner les parties restantes de son corps en tant qu'ingrédients vendus chez un restaurant Chez Homer et dans plusieurs autres établissements de Springfield. Carl mentionne qu'ils mangent également du Barney Gumble, du Vendeur de BD et de la viande de cheval. Au paradis, Homer raconte à Jésus que tout comme lui, les gens mangent aussi son corps, alors que les résidents de Springfield se sont transformés en cannibales.

## Réception
Lors de sa première diffusion l'épisode a attiré 3,66 millions de téléspectateurs.